# Thomas Jefferson Anderson
Pour les articles homonymes, voir Thomas Jefferson (homonymie).
Thomas Jefferson « TJ » Anderson, Jr., né le 17 août 1928 à Coatesville (Pennsylvanie), est un compositeur, chef d'orchestre, orchestrateur et enseignant américain. Il a écrit plus de 80 œuvres allant des opéras et symphonies aux pièces chorales, en passant par la musique de chambre et la musique d'orchestre.

## Biographie

### Jeunesse et études
Né à Coatesville, en Pennsylvanie, Anderson se découvre vite une passion pour la musique. Joueur de violon dès son enfance, il passe un été sur les routes en tant que trompettiste de jazz, alors âgé de 14 ans.
Il commence ses études universitaires à l'université d'État de Virginie-Occidentale. Il fréquente ensuite l'université d'État de Pennsylvanie et y obtient son baccalauréat en musique. Ensuite, dans cette même école, en 1951, il obtient une maîtrise en éducation musicale,. Il obtient un doctorat en composition à l'université de l'Iowa en 1958,.

### Carrière professionnelle
Anderson est embauché à l'université Langston dans la ville du même nom, dans l'Oklahoma, en tant que professeur de musique, de 1958 à 1963. Là, il devient directeur du département de musique. Il est professeur de musique à l'université d'État du Tennessee de 1963 à 1969. Il y est nommé compositeur en résidence avec l'Orchestre symphonique d'Atlanta. Il passe trois ans avec l'Orchestre symphonique d'Atlanta, de 1968 à 1971. 
Pendant la période qu'il passe avec l'Orchestre symphonique d'Atlanta, Anderson orchestre l'opéra de Scott Joplin, Treemonisha,, écrit à l'origine en 1911. En 1972, l'opéra de Joplin apparaît pour la première fois dans son intégralité sur scène. Le premier opéra écrit par Anderson est Soldier Boy. Cette œuvre était basée sur un livret de Leon Forrest, un bon ami d'Anderson. Soldier Boy est commandé par l’université de l’Indiana. Après cela viennent d'autres œuvres, comme Walker qui s'intéresse à David Walker, un militant anti-esclavagiste. 
En 1972, Anderson est embauché comme professeur de musique « Austin Fletcher » et directeur du département de musique à l'université Tufts de Medford (Massachusetts), où il travaille jusqu'à sa retraite en 1990.
En 2002, le chœur des Cantata Singers and Ensemble charge Anderson de créer un oratorio Slavery Documents 2. Le travail était basé sur Slavery Documents de Donald Sur et The Southern Debate Over Slavery de Loren Schweininger. 
Anderson enseigne également dans des institutions en France, au Brésil, en Suisse, en Italie et en Allemagne.
Il a composé des œuvres commandées pour la Bill T. Jones/Arnie Zane Dance Company et le violoncelliste Yo-Yo Ma. 

## Universalisme unitarien
De 1986 à 1991, Anderson siège à la commission qui produit Singing the Living Tradition, un cantique publié par l'Association universaliste unitarienne en 1993. Il est membre de la congrégation UU de Chapel Hill (Caroline du Nord).

## Vie privée
Anderson a trois enfants : Janet, Anita et Thomas Jefferson Anderson III (également surnommé « TJ »). Ce dernier est poète et professeur d'anglais à l'université Hollins de Roanoke (Virginie). Il est marié à Pauline Kaldas, poète, auteur et professeur d'anglais à l'université Hollins.
Il vit à Chapel Hill.

## Récompenses et distinctions
En 1983, il reçoit un doctorat honoris causa en musique du College of the Holy Cross de Worcester (Massachusetts). 
En 2005, il reçoit un doctorat honoris causa en musique du Bates College de Lewiston, dans le Maine. 
En 2007, l'université Tufts lui décerne un doctorat honoris causa en musique. 
Il est intronisé membre de l'Académie américaine des arts et des lettres le 18 mai 2005.
Selon l'Encyclopedia of African American Music, il est « largement considéré comme l'un des principaux compositeurs de la fin du XXe siècle ».